# Sarcophaga albisignum
Sarcophaga albisignum är en tvåvingeart som först beskrevs av Aldrich 1916.  Sarcophaga albisignum ingår i släktet Sarcophaga och familjen köttflugor.
Artens utbredningsområde är Guatemala. Inga underarter finns listade i Catalogue of Life.